# West Alto Bonito
West Alto Bonito es un lugar designado por el censo ubicado en el condado de Starr en el estado estadounidense de Texas. En el Censo de 2010 tenía una población de 696 habitantes y una densidad poblacional de 2.336,76 personas por km².

## Geografía
West Alto Bonito se encuentra ubicado en las coordenadas 26°18′52″N 98°39′47″O / 26.31444, -98.66306. Según la Oficina del Censo de los Estados Unidos, West Alto Bonito tiene una superficie total de 0.3 km², de la cual 0.3 km² corresponden a tierra firme y (0%) 0 km² es agua.

## Demografía
Según el censo de 2010, había 696 personas residiendo en West Alto Bonito. La densidad de población era de 2.336,76 hab./km². De los 696 habitantes, West Alto Bonito estaba compuesto por el 92.96% blancos, el 0% eran afroamericanos, el 0% eran amerindios, el 0% eran asiáticos, el 0% eran isleños del Pacífico, el 6.9% eran de otras razas y el 0.14% pertenecían a dos o más razas. Del total de la población el 99.86% eran hispanos o latinos de cualquier raza.